# Lyle Taylor
Lyle Taylor (Greenwich, Inglaterra, Reino Unido, 29 de marzo de 1990) es un futbolista montserratense. Juega de delantero y su equipo es el Chelmsford City F. C. de la National League South. Es internacional absoluto por la selección de Montserrat desde 2015, donde es el máximo goleador histórico con 10 tantos.

## Trayectoria
Nacido en Greenwich, comenzó su carrera en el Millwall F. C. Luego de dos temporadas en el club, jugó por clubes ingleses y escoceses. 
El 14 de julio de 2015, a los 25 años, fichó por el A. F. C. Wimbledon, entonces en la League Two. Anotó 44 goles en sus tres temporadas en el club, siendo su máximo goleador en la Football League.
El 27 de junio de 2018 fichó por el Charlton Athletic F. C., ganando el ascenso a la EFL Championship en su primer año.
El 15 de agosto de 2020 se unió al Nottingham Forest F. C., donde estuvo hasta el final de su contrato al término de la temporada 2022-23. Entonces inició la siguiente sin equipo hasta que a mediados de noviembre fichó por el Wycombe Wanderers F. C. Ahí estuvo un par de meses antes de continuar su carrera en el Cambridge United F. C., el Colchester United F. C. y el Chelmsford City F. C.

## Selección nacional
Nació en Inglaterra, y su abuelo es oriundo de Montserrat. Debutó con la selección de Montserrat el 27 de marzo de 2015 contra Curazao, donde además anotó su primer gol internacional.

## Clubes
| Club                                  | País       | Año       |
| ------------------------------------- | ---------- | --------- |
| Millwall F. C.                        | Inglaterra | 2007-2009 |
| Eastbourne Borough F. C. (a préstamo) | Inglaterra | 2008      |
| Croydon Athletic F. C. (a préstamo)   | Inglaterra | 2009      |
| Concord Rangers F. C.                 | Inglaterra | 2009-2010 |
| AFC Bournemouth                       | Inglaterra | 2010-2012 |
| Lewes F. C. (a préstamo)              | Inglaterra | 2011      |
| Woking F. C. (a préstamo)             | Inglaterra | 2011      |
| Hereford United F. C. (a préstamo)    | Inglaterra | 2012      |
| Falkirk F. C.                         | Escocia    | 2012-2013 |
| Sheffield United F. C.                | Inglaterra | 2013-2014 |
| Partick Thistle F. C. (a préstamo)    | Escocia    | 2014      |
| Scunthorpe United F. C.               | Inglaterra | 2014-2015 |
| Partick Thistle F. C. (a préstamo)    | Escocia    | 2015      |
| A. F. C. Wimbledon                    | Inglaterra | 2015-2018 |
| Charlton Athletic F. C.               | Inglaterra | 2018-2020 |
| Nottingham Forest F. C.               | Inglaterra | 2020-2023 |
| Birmingham City F. C. (a préstamo)    | Inglaterra | 2022      |
| Wycombe Wanderers F. C.               | Inglaterra | 2023-2024 |
| Cambridge United F. C.                | Inglaterra | 2024      |
| Colchester United F. C.               | Inglaterra | 2024-2025 |
| Chelmsford City F. C.                 | Inglaterra | 2025-     |

## Vida personal
Su hermano Joey también es futbolista e internacional con Montserrat.
Trabajó como modelo de publicidad para la televisión.
En octubre de 2018 se tiñó el cabello de rosado y utilizó zapatos rosados por una campaña monetaria para la organización Cancer Research UK.
En 2021 se rehusó a realizar el gesto de la rodilla al suelo antes del partido, iniciativa de la English Football League contra el racismo. En una entrevista, criticó al movimiento Black Lives Matter describiéndolo como "Un grupo Marxista que usa el tema racial para empujar su agenda política".